# HV Multiplay
HV Multiplay (anteriormente conocida comercialmente como HV TV), oficialmente HV Multiplay Internet+ TV., es una empresa privada de telecomunicaciones colombiana creada en 1991 en Soacha, con sede principal en Bogotá y Medellín (Colombia). La empresa de telecomunicaciones ofrece servicios de Telefonía móvil, televisión por cable, televisión por satélite e Internet. Se conoció por medio de un reporte de la Autoridad Nacional de Televisión que HV Televisión S.A.S. es la cuarta empresa de telecomunicaciones más importante de Colombia para 2018, en su reporte de suscriptores de televisión por suscripción se informó que la empresa privada cuenta con 156 490 suscriptores, entre servicios de televisión por cable y televisión por satélite. La compañía cuenta con cobertura a nivel nacional y en paralelo a sus oficinas principales en Bogotá y Medellín, cuenta con sede en Antioquia, Tolima y Cundinamarca. HV Multiplay fue una de las primeras proveedoras en implementar internet de banda ancha por la misma red de fibra óptica.

## Historia
HV Televisión S.A.S. comenzó sus operaciones en los años 1990 en Bogotá, bajo el nombre de Acelcom, con cuatro canales, entre ellos, familiar, deportes, cine e internacional, cuya transmisión y edición fueron realizada por la misma empresa, dichos canales se transmitían codificados y por UHF, y para su emisión era necesaria la instalación de un decodificador para ver los canales.
En 1991, Acelcom comenzó a usar la implementación de fibra óptica por primera vez en Soacha, Cundinamarca, y posteriormente en la capital colombiana Bogotá, lo cual permitió un mayor número de servicios adicionales, como el acceso a mayor número de canales, la implementación del sonido en estéreo, sistema de canales adultos (PPV-HOT) ofrecido por la empresa estadounidense Digital Latin America, con sede en Boca Ratón, Estados Unidos.
En 2012, Acelcom cambió de nombre a HV Televisión.
A partir de 2016, HV Multiplay aumentó su cobertura en Bogotá y gran parte de Colombia. Durante el mismo año la empresa se expande a Medellín, después de comprar la proveedora de televisión Cablebello y en 2017 se expandió en Ibagué y el departamento del tolima después de comprar la proveedora de televisión Cablevisión.
El 1 de enero de 2016, HV Multiplay lanzó un nuevo operador móvil denominado HV Móvil en alianza con WOM, con cobertura nacional gracias a la tecnología 4G LTE.

## Cobertura
HV Multiplay tiene cobertura en Bogotá y su Área metropolitana:
- Bosa
- Puente Aranda
- Kennedy
- Fontibón
- Engativá
- Tunjuelito
- Ciudad Bolívar
- Usme
- Soacha
- Sibaté
- Madrid
- Cajicá
- Cota
- Tocancipá

Cobertura en los siguientes municipios colombianos:
Tolima
- Ibagué
- Chaparral
- Honda

Risaralda
- Dosquebradas

Meta
- Acacías
- Puerto López

Antioquia
- Apartadó
- Bello

## Servicios fijos
- Internet: lanzado en 1992 a través del cual los suscriptores podían navegar sin utilizar líneas telefónicas. Durante sus primeros años, el costo del servicio de internet se cancelaba en dólares estadounidenses, independientemente de la factura de la prestación de televisión por cable.
- TV Básica.
- TV Digital: lanzado el 16 de junio de 2015, inicialmente en Cundinamarca. Emite en SD cuenta con decodificador.
- TV Digital HD: La empresa cuenta con 70 canales en alta definición cuenta con decodificador.

## Servicios Móviles
Móviles: Opera en las tecnologías:
- GSM: Tecnología GSM y GPRS en la banda 850 MHz, a nivel nacional. Presta el servicio de voz móvil convencional y Push-to-talk.
- EDGE: Tecnología disponible en todo el territorio nacional. Presta el servicio de navegación en Internet a velocidades hasta 150 kbps.
- UMTS, HSDPA, HSPA+: Tecnología presente en más de 800 poblaciones. Presta el servicio de navegación en Internet a velocidades hasta 4 Mbps.
- LTE: Presta el servicio de navegación en Internet, con velocidades de hasta 15 Mbps en teléfonos 4G LTE y módem inalámbrico USB.

## HV Play
A principios de 2015, HV Multiplay lanzó una plataforma digital en línea para ver en mejor calidad los contenidos que ofrece la compañía.

## HV Móvil
El 1 de enero de 2016, la compañía lanzó HV Móvil en alianza con Avantel Colombia, aprovechando la velocidad 4G LTE. Según estadísticas, es el octavo operador móvil que llegará a millones de usuarios de telefonía móvil.[cita requerida]

### Otros operadores
- Fiesta Telecomunicaciones
- WOM
- Conexion Digital Express
- DirecTV Colombia
- ETB
- Movistar Colombia
- HughesNet
- Tigo
- Uff Móvil
- Virgin Mobile
- Zamworg